# Yves di Bellême (vescovo)
Yves di Bellême (992 circa – 1070) è stato un vescovo normanno, vescovo di Sèez sotto il regno di Guglielmo I d'Inghilterra duca di Normandia, discendente della famiglia nobile Le Riche e della Signoria di Bellême.

## Biografia
Yves vescovo di Séez
figlio di Guglielmo I di Bellême (figlio di Yves 940 c. – 1011 c.) e Dame Mathilde Hildeburg.  nipote di Yves I de Bellême († 1 dicembre 1012), fondatore della famiglia Bellême.
Era fratello di Guerino di Domfront, Roberto e Guglielmo II Talvas di Bellême e zio di Arnoul († c. 1047-1048) e Mabel di Bellême, moglie di Ruggero II di Montgomery.
La data tradizionale dell'adesione al vescovato di Sées da parte di Yves è nel 1032/1033, Gérard Louise propone 1047/1048. L'ultimo atto firmato da Radbod risale al 12 novembre 1032 mentre la prima menzione affidabile di Yves è nel 1046-1048. 
Rimane un vescovo vecchio stile, un ecclesiastico un po' troppo coinvolto negli affari temporali. Ricorda in questo i suoi contemporanei Oddone di Bayeux e Goffredo di Montbray.
Fu solo dopo la morte di suo nipote Arnoul che Yves ricevette il castello di Bellême. Tuttavia, parte della signoria è nelle mani di Mabel di Bellême, sua nipote e moglie di Ruggero II di Montgommery. Intorno al 1060, eseguito il restauro dell'Abbazia di Saint-Martin de Sées, in collaborazione con sua nipote Mabile de Bellême e suo marito Ruggero II de Montgommery. Nel 1055 partecipò al Concilio di Lisieux, convocato per iniziativa del duca Guglielmo, che depose Mauger, arcivescovo di Rouen. Nel 1059, Yves presiedette la benedizione di Robert de Grandmesnil a Saint-Évroult.
Morì il 12 o 13 aprile 1071 o 1072 come suggerito da G. Louise, e fu sepolto nel coro della cattedrale che doveva essere completato. Il suo sarcofago in pietra fu scoperto nel 1601 dall'abate Blin. Sul suo corpo quasi intatto, che a contatto con l'aria era ridotto a polvere, spiccò la sua lunga barba.